# Beijing Automotive
Beijing Automotive (BAIC) est un constructeur automobile chinois qui fabrique des camions et des voitures sous son nom et via des coentreprises avec Hyundai et Mercedes-Benz. 

## Production automobiles
C'est le cinquième constructeur automobile chinois, avec une production de 2,410 millions de véhicules en 2014 . Il est numéro un pour les camions légers, et numéro quatre pour les poids lourds.

## Aéronautique
Il produit l'avion utilitaire PAC 750XL néo-zélandais assemblé à Changzhou par une coentreprise réunissant Pacific Aerospace et Beijing Automotive. Cet appareil à une version dronise développé par l'académie chinoise des sciences et SF Express